# Carnal Knowledge
Carnal Knowledge és una pel·lícula estatunidenca dirigida per Mike Nichols i estrenada el 1971. Per a la seva actuació a la pel·lícula, Ann-Margret va ser nominada en els Oscars en la categoria d'Oscar a la millor actriu secundària.

## Argument
Johathan i Sandy són dos companys universitaris que comparteixen habitació i obsessió per les dones. En una festa, el timorat Sandy, encoratjat per Jonathan, coneixerà a una bonica i intel·ligent noia anomenada Susan, amb la qual comença a sortir. Però després, Jonathan també s'enamora de Susan, i la situació es resoldrà per mitjà d'un triangle amorós.

## Repartiment
- Jack Nicholson: Jonathan Fuerst
- Candice Bergen: Susan
- Arthur Garfunkel: Sandy
- Ann-Margret: Bobbie
- Rita Moreno: Louise
- Cynthia O'Neal: Cindy
- Carol Kane: Jennifer

## Premis i nominacions

### Premis
- Globus d'Or a la millor actriu secundària per Ann-Margret
- Premi Sant Jordi 1977 al millor actor estranger per Jack Nicholson (també per Algú va volar sobre el niu del cucut (1975) i Professione: reporter (1975).

### Nominacions
- Oscar a la millor actriu secundària 1972 per Ann-Margret
- Globus d'Or al millor actor dramàtic per Jack Nicholson
- Globus d'Or al millor actor secundari per Art Garfunkel

## Crítica
Comèdia dramàtica al voltant del mascle estatunidenc i els seus anhels, equivocats, estúpid i prosaics, de consecució de la plenitud sexual. L'estil fragmentari i modern del film el fa artificial i a estones truculent. No obstant mereix ser destacada la impressionant composició que fa Ann Margret del seu personatge.